# Gare des Laumes - Alésia
Pour les articles homonymes, voir Alésia.
La gare des Laumes - Alésia est une gare ferroviaire française de la ligne de Paris-Lyon à Marseille-Saint-Charles, située sur le territoire de la commune de Venarey-les-Laumes, dans le département de la Côte-d'Or, en région Bourgogne-Franche-Comté. La gare porte aussi le nom d'Alésia, lieu du siège d'Alésia, identifié comme Alise-Sainte-Reine, situé à trois kilomètres au sud-est de la gare.
Elle est mise en service en 1851 par l'État avant sa reprise en 1852 par la Compagnie du chemin de fer de Paris à Lyon, puis elle devient en 1857 une gare de la Compagnie des chemins de fer de Paris à Lyon et à la Méditerranée (PLM). C'est depuis 1938 une gare de la Société nationale des chemins de fer français (SNCF).
Gare régionale SNCF du réseau TER Bourgogne-Franche-Comté, elle est desservie par des trains express régionaux. Elle est ouverte au service du fret.

## Situation ferroviaire
Établie à  239 mètres d'altitude, la gare de bifurcation des Laumes - Alésia est située au point kilométrique (PK) 256,780 de la ligne de Paris-Lyon à Marseille-Saint-Charles, entre les gares ouvertes de Montbard et Thenissey, et au PK 282,2 de la ligne de Maison-Dieu aux Laumes-Alésia fermée au service des voyageurs.

## Histoire
L'implantation d'une station à Venarey-les-Laumes est prévue par la première Compagnie du chemin de fer de Paris à Lyon. La conception de son bâtiment voyageurs, du « type corps central à trois travées avec un étage et combles encadré par des ailes à simple rez-de-chaussée », est l'œuvre de François-Alexis Cendrier, architecte de la compagnie.
La gare des Laumes est mise en service le 22 juin 1851 par l'État qui s'est substitué à la compagnie après sa mise sous séquestre, lorsqu'il ouvre officiellement à l'exploitation la section de Tonnerre à Dijon. Cette section a été inaugurée le 1er juin par le Président de la République Louis-Napoléon Bonaparte,.
En 1854, la 29e station « Les Laumes » située sur le chemin de fer de Lyon, « dessert un petit village de 100 habitants ».
Pour l'année 1866, un tableau du trafic par station sur la section de Tonnerre à Dijon indique, pour la station « Les Laumes-Flavigny / Semur-en-Auxois », 19 700 voyageurs durant l'année.
Elle devient une gare de bifurcation le 19 juin 1876 lorsque le PLM inaugure la ligne de Maison-Dieu aux Laumes-Alésia et son prolongement vers Avallon, section de la  ligne de Cravant - Bazarnes à Dracy-Saint-Loup.
Le bâtiment voyageurs d'origine, dû à François-Alexis Cendrier était un édifice à quatre travées au toit à deux versants correspondant au plan standard des gares de 2e classe du PL. À une date inconnue, il est remplacé par un nouveau bâtiment au corps central de trois travées encadré par deux ailes sans étage de longueur identique (à l'origine) avec une toiture à croupes de faible pente. Le BV d'origine, réaffecté comme buffet de la gare, est encore visible en 1953 mais a disparu depuis.
La « gare des Laumes-Alésia » figure dans la nomenclature 1911 des gares, stations et haltes, de la Compagnie des chemins de fer de Paris à Lyon et à la Méditerranée (PLM). Elle porte : le no 7 de la ligne de Paris à Marseille et à Vintimille, le no 9 de la ligne d'Avallon aux Laumes-Alésia et le no 17 de la ligne d'Épinac-les-Mines aux Laumes-Alésia. C'est une gare, pouvant recevoir et expédier des dépêches privées, qui dispose des services complets, de la grande vitesse (GV) et de la petite vitesse (PV).
En 1918, cinq nouvelles voies sont créées sur le faisceau de triage impair.
Gare de passage puis nœud ferroviaire, le site des Laumes est devenu un point stratégique de la grande ligne du PLM, qui emploie de plus en plus de cheminots. La compagnie transforme la commune, dont la population est en croissance continue. Le hameau des Laumes devient la zone urbaine la plus importante et la mairie s'y installe en 1925.
En 1935, la gare compte 75 locomotives dans son dépôt et en 1944 l'activité ferroviaire représente 574 salariés dont 441 uniquement pour le service « matériel et traction ». L'importance du dépôt est justifiée par le besoin de machines pour faire monter la rampe de Blaisy-Bas aux trains de fret.

## Fréquentation
De 2015 à 2023, selon les estimations de la SNCF, la fréquentation annuelle de la gare s'élève aux nombres indiqués dans le tableau ci-dessous.
| Année                     | 2015    | 2016    | 2017    | 2018    | 2019    | 2020    | 2021    | 2022    | 2023    |
| ------------------------- | ------- | ------- | ------- | ------- | ------- | ------- | ------- | ------- | ------- |
| Voyageurs                 | 166 751 | 156 184 | 172 023 | 159 684 | 167 251 | 136 224 | 146 922 | 187 359 | 198 197 |
| Voyageurs + non voyageurs | 208 438 | 195 231 | 215 028 | 199 605 | 209 064 | 170 280 | 183 653 | 234 198 | 247 747 |

## Service des voyageurs

### Accueil
Gare de la SNCF, elle dispose d'un bâtiment voyageurs ouvert tous les jours, avec guichet (ouvert du lundi au vendredi de 8 h 30 à 15 h 45, fermé le week-end et les jours fériés). Elle est équipée de distributeurs automatiques de titres de transport TER.

### Desserte
Les Laumes-Alésia est une gare régionale SNCF du réseau TER Bourgogne-Franche-Comté, desservie par des trains express régionaux des relations Paris-Bercy – Dijon-Ville et Auxerre-Saint-Gervais (ou Laroche - Migennes) – Dijon-Ville. Elle est également le terminus d'une relation avec la gare de Dijon-Ville.

### Intermodalité
Un parc pour les vélos et un parking sont aménagés à ses abords. Un arrêt permet une correspondance avec les autocars des lignes 121 et 122 du réseau Mobigo.

## Service des marchandises
Les Laumes - Alésia est une gare ouverte au service du fret, aussi bien aux trains massifs qu'à la desserte par wagon isolé (uniquement pour un client).